# 賴利鎮區 (印第安納州維哥縣)
赖利鎮區（英語：Riley Township）是位於美國印第安納州維哥縣的一個行政鎮區。

## 地方資料
根據2010年美國人口普查的數據，赖利鎮區的面積為92.90平方千米，當中陸地面積為91.20平方千米，而水域面積為1.70平方千米。當地共有人口3123人，而人口密度為每平方千米33.62人。